# Sklepienie kryształowe

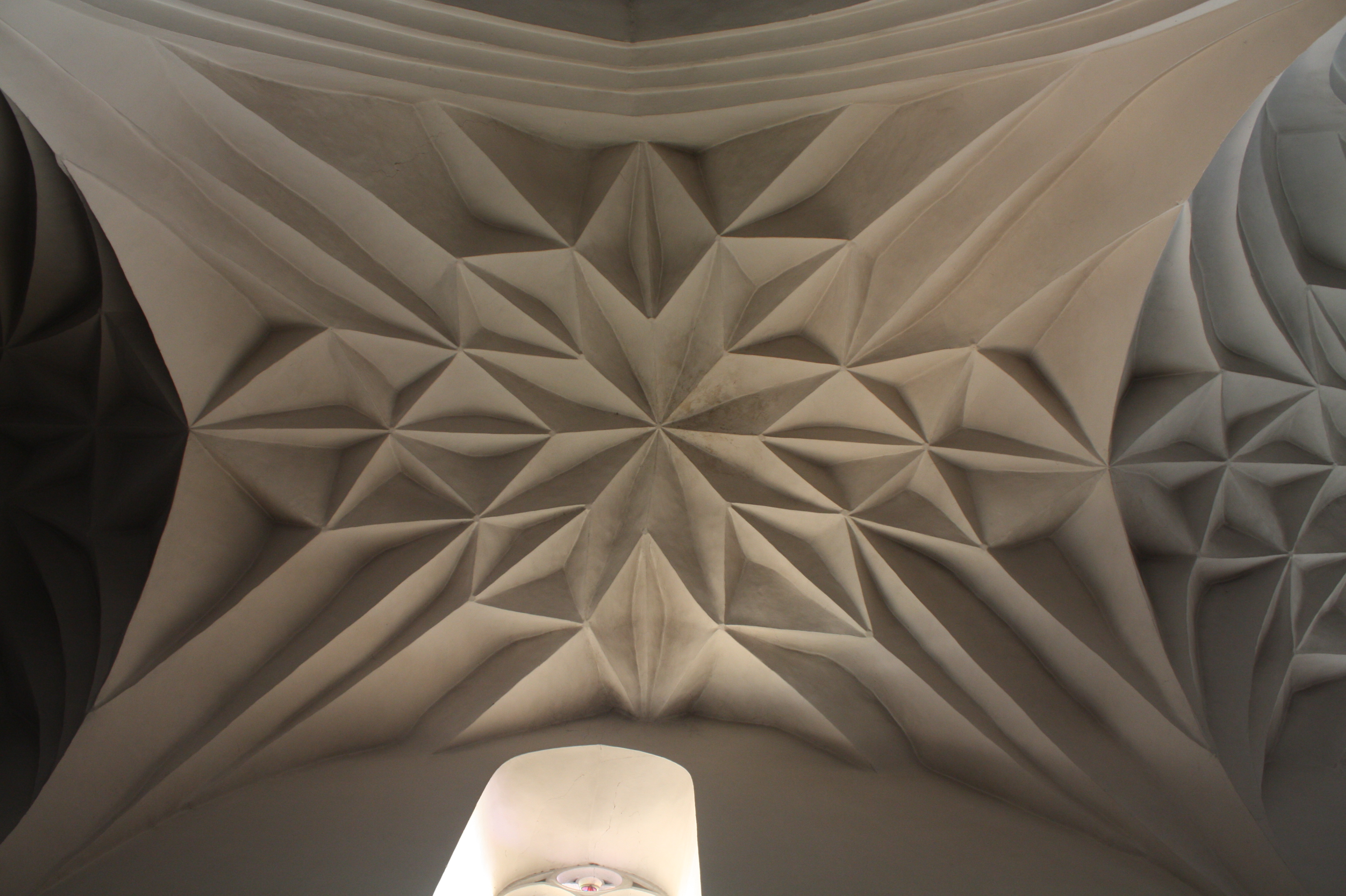
Sklepienie kryształowe w kościele św. Jerzego w Kętrzynie

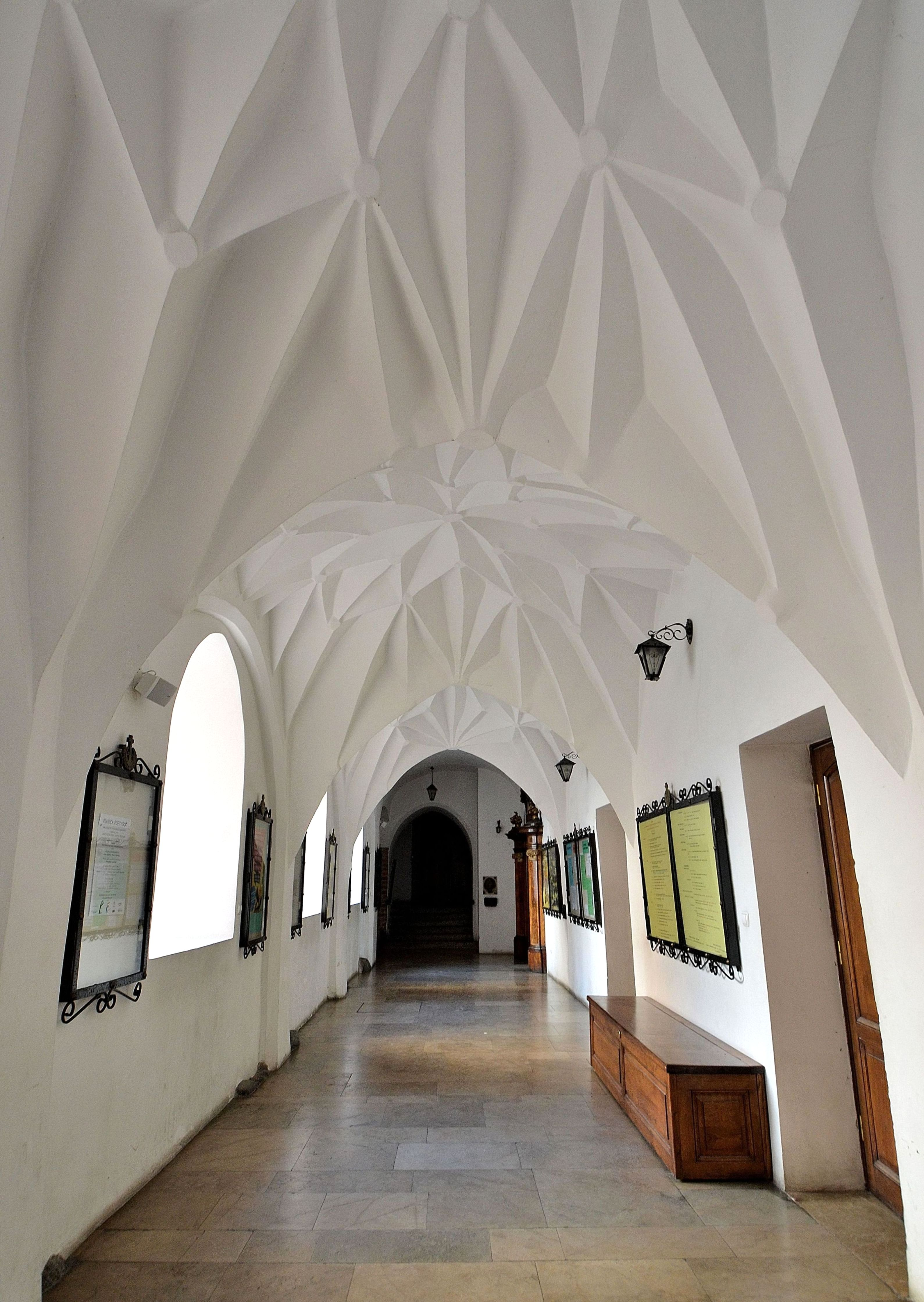
Sklepienie kryształowe z 1514 w krużganku dawnego klasztoru bernardynów w Warszawie

Sklepienie kryształowe – sklepienie stosowane w późnym gotyku, w którym zrezygnowano z żeber, a wysklepki sklepienne mają ostre krawędzie. Uzyskiwano w ten sposób powierzchnie złożone z licznych, małych wysklepek z pryzmatycznym wgłębieniem, na których gra światła tworzyła ciekawy efekt dekoracyjny.  Dawało to malownicze efekty, sprawiało wrażenie migotania, jarzenia się, jak na załamanej powierzchni kryształu. Sklepienia tego rodzaju zostały po raz pierwszy zastosowane w 1471 na zamku Albrechtsburg w Miśni przez budowniczego Arnolda z Westfalii. Architektonicznie są jednym z najbardziej imponujących przykładów geometrycznych eksperymentów i wszechstronności zarówno w przestrzeniach świeckich, jak i sakralnych. Później rozpowszechniły się w Saksonii, następnie m.in. w Czechach (np. dom mieszkalny w Slavonicach), Morawach i obecnej północnej Polsce (Gdańsk - kościoły Mariacki, św. Katarzyny, śś. Piotra i Pawła, Warmia).
Sklepienia diamentowe należą do najbardziej oryginalnych, ale najmniej znanych elementów architektury średniowiecznej.
Niektóre budowle w obecnej Polsce, w których zastosowano sklepienie kryształowe:
- Gdańsk: kościoły Mariacki, św. Katarzyny, św. św. Piotra i Pawła, św. Brygidy
- Pomorze Gdańskie: kościół św. Jana i ratusz w Malborku, ramionia transpeptu w kościele pocysterskim w Pelplinie
- Pomorze Zachodnie: kościół św. Jana w Stargardzie, klasztor dominikanów w Myśliborzu
- Warmia: Zamek Kapituły Warmińskiej w Olsztynie - refektarz i sala administratora (sklepienia datuje się na okres administrowania zamku przez Mikołaja Kopernika),  kościół w Barczewie, kościół św. Jakuba w Olsztynie, zabudowania kolegialne w Dobrym Mieście
- Mazury: nawy boczne w kościele św. św. Piotra i Pawła w Morągu, kościół św. Jerzego w Kętrzynie
- Mazowsze: kościół św. św. Michała i Jana Chrzciciela w Łomży, klasztor bernardynów w Warszawie
- pozostałe przykłady: Monaster Zwiastowania Przenajświętszej Bogurodzicy i św. Jana Teologa w Supraślu, kościół pobenedyktyński św. Jana w Mogilnie, kościół w Koninie, kościół franciszkanów w Żaganiu, klasztor franciszkanów w Opolu, kościół św. Marcina w Bukowcu, Collegium Maius w Krakowie